# Alușta
Alușta este un oraș din Republica Autonomă Crimeea, Ucraina. Are cca 9 mii locuitori și este centru administrativ al raionului omonim. Orașul e una din cele mai cunoscute stațiuni balneare din Crimeea.

## Demografie
Componența lingvistică a orașului Alușta
     Rusă (87,95%)
     Ucraineană (9,4%)
     Tătară crimeeană (1,57%)
     Alte limbi (0,32%)
Conform recensământului din 2001, majoritatea populației orașului Alușta era vorbitoare de rusă (87,95%), existând în minoritate și vorbitori de ucraineană (9,4%) și tătară crimeeană (1,57%).

## Personalități născute aici
- Sabri Ülker (1920 - 2012), om de afaceri turc.

## Vezi și

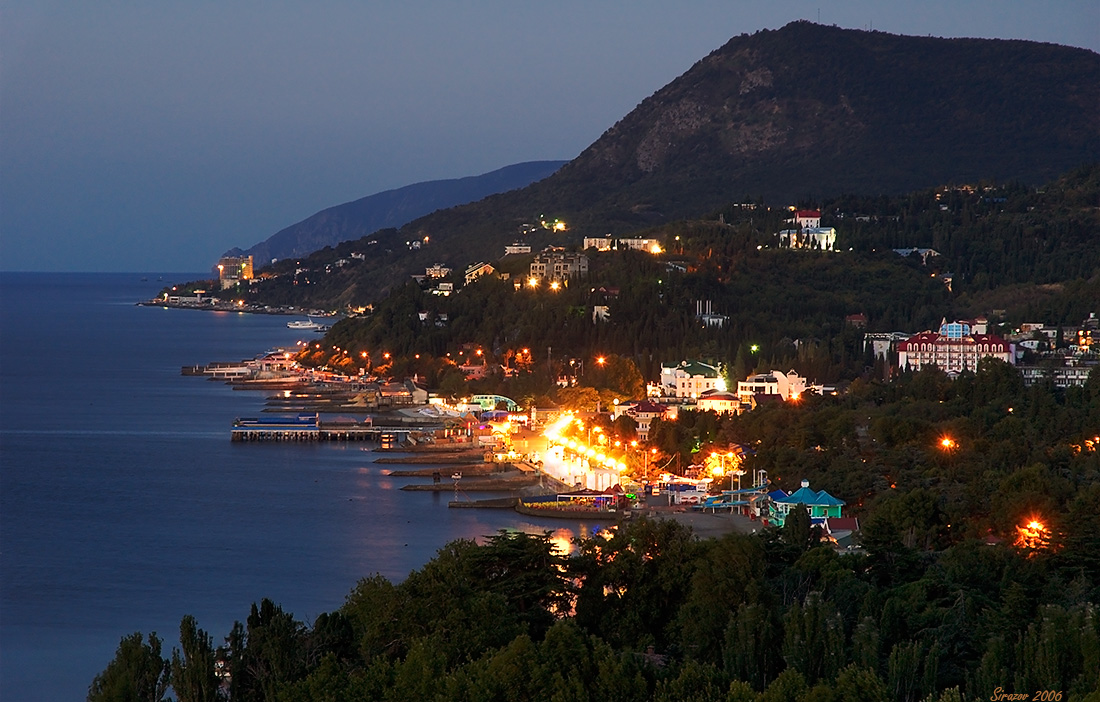
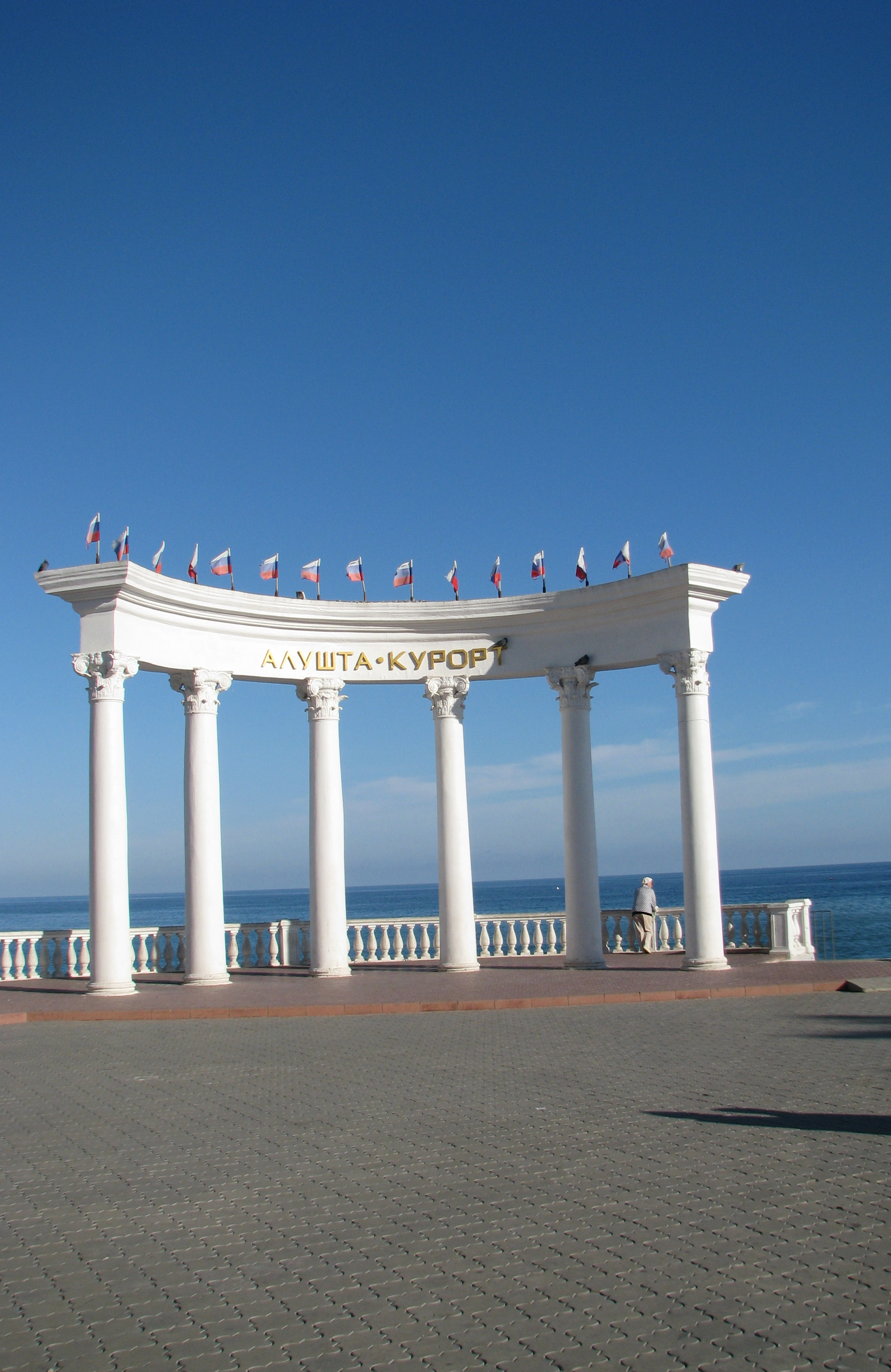
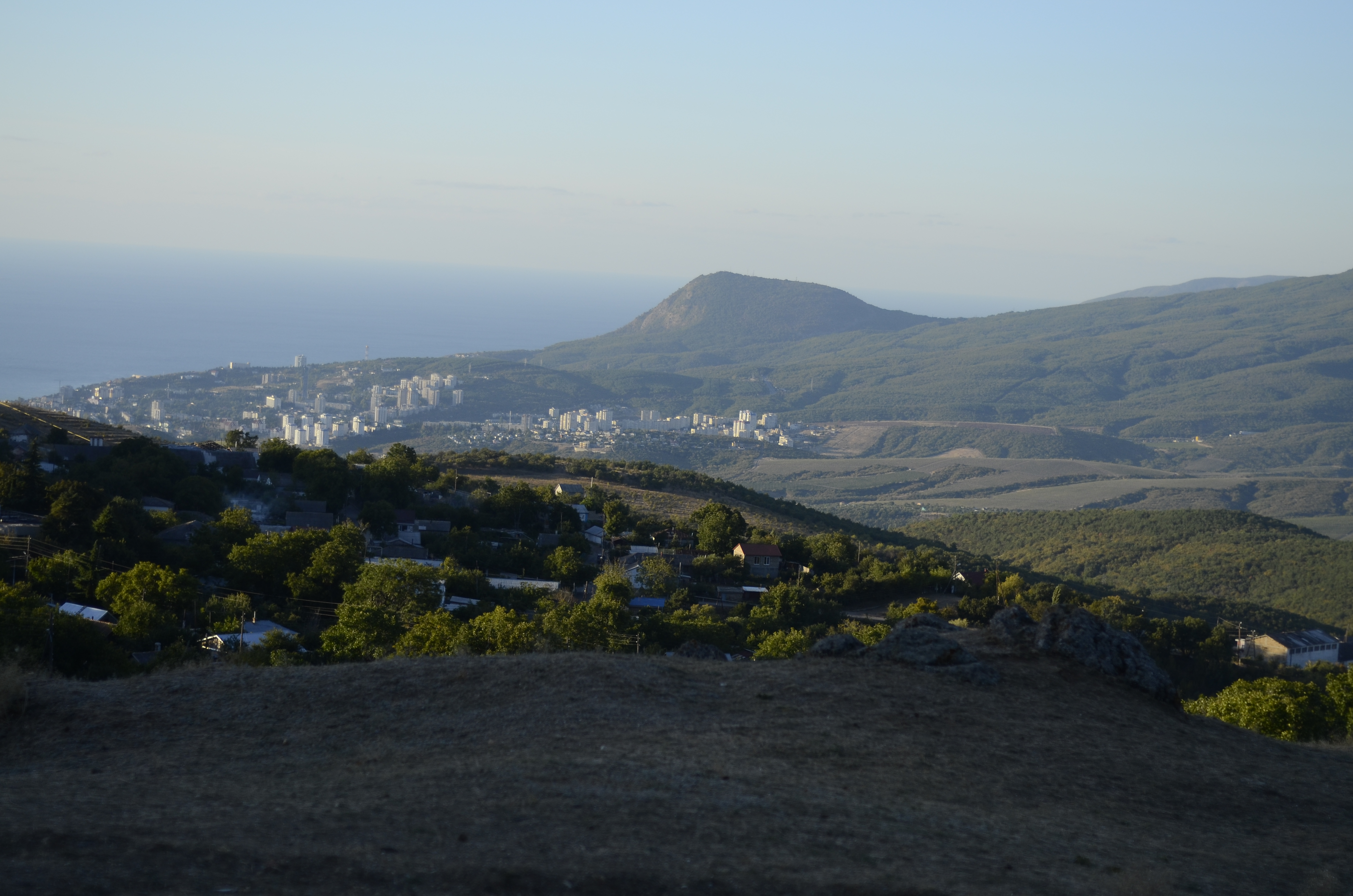
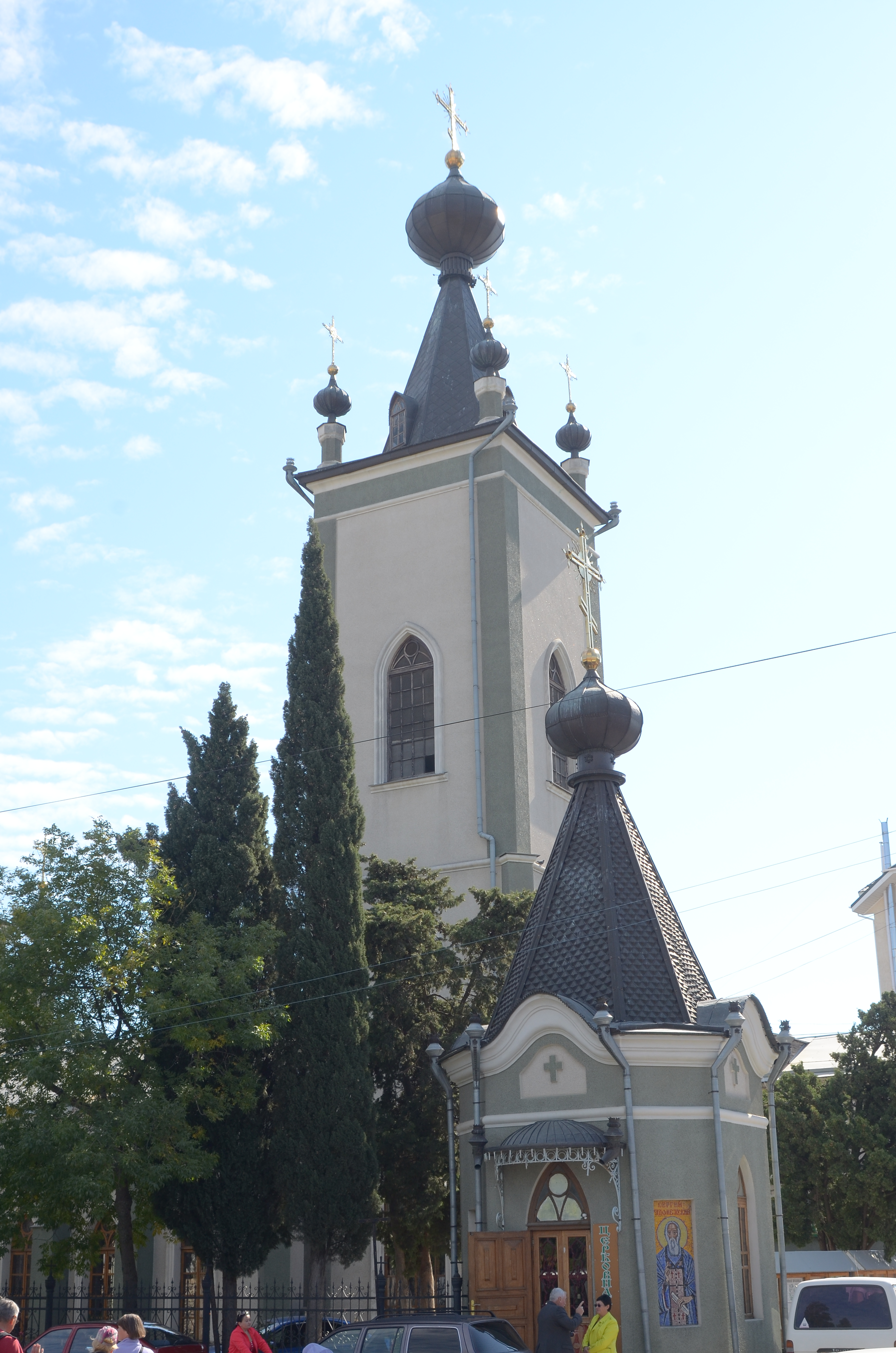
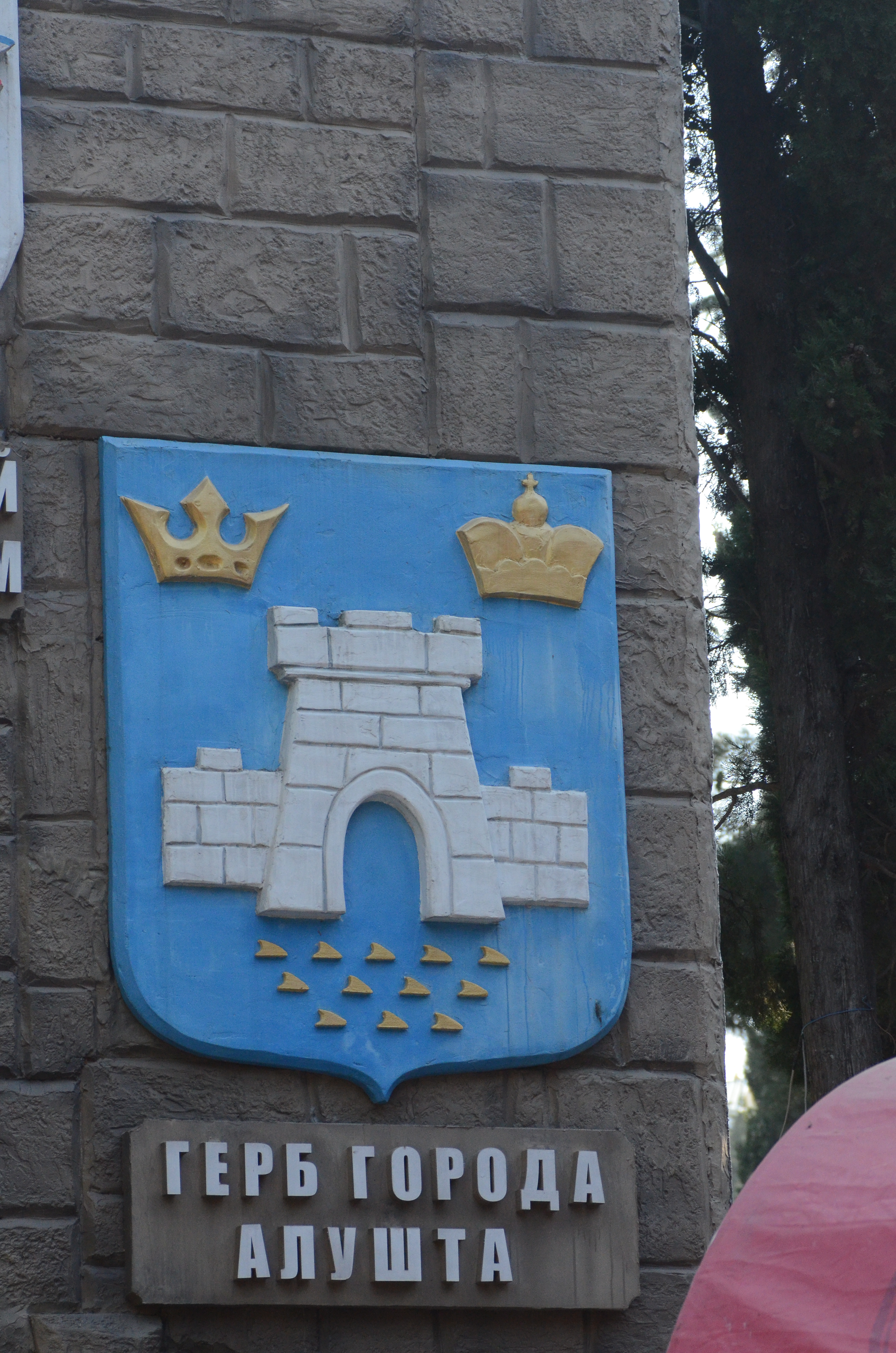